# Olympische Sommerspiele 2024/Teilnehmer (Usbekistan)
| Gelbes Symbol für Goldmedaillen mit stilisierten Olympischen Ringen | Graues Symbol für Silbermedaillen mit stilisierten Olympischen Ringen | Braundes Symbol für Bronzemedaillen mit stilisierten Olympischen Ringen |
| ------------------------------------------------------------------- | --------------------------------------------------------------------- | ----------------------------------------------------------------------- |
| 8                                                                   | 2                                                                     | 3                                                                       |

Usbekistan nahm an den Olympischen Spielen 2024 vom 26. Juli bis zum 11. August 2024 in Paris teil. Es war die insgesamt achte Teilnahme an Olympischen Sommerspielen.

## Teilnehmer nach Sportarten

### Bogenschießen
Beim asiatischen Qualifikationsturnier erhielt Usbekistan einen Startplatz für den Einzelwettbewerb der Frauen. Zudem konnte man sich beim finalen Qualifikationsturnier in Antalya auch im Einzel der Männer qualifizieren, wodurch man auch im Mixed an den Start gehen konnte. Usbekistan war erstmals in seiner olympischen Geschichte in dieser Sportart vertreten.
| Athleten                                | Wettbewerb | Qualifikation | Qualifikation | 1. Runde       | 1. Runde | 2. Runde      | 2. Runde      | Achtelfinale       | Achtelfinale  | Viertelfinale | Viertelfinale | Halbfinale    | Halbfinale    | Finale / Platz 3 | Finale / Platz 3 | Rang |
| Athleten                                | Wettbewerb | Ringe         | Rang          | Gegner         | Ergebnis | Gegner        | Ergebnis      | Gegner             | Ergebnis      | Gegner        | Ergebnis      | Gegner        | Ergebnis      | Gegner           | Ergebnis         | Rang |
| --------------------------------------- | ---------- | ------------- | ------------- | -------------- | -------- | ------------- | ------------- | ------------------ | ------------- | ------------- | ------------- | ------------- | ------------- | ---------------- | ---------------- | ---- |
| Frauen                                  |            |               |               |                |          |               |               |                    |               |               |               |               |               |                  |                  |      |
| Ziyodaxon Abdusattorova                 | Einzel     | 649 PB        | 34            | M. Horáčková   | 2:6      | ausgeschieden | ausgeschieden | ausgeschieden      | ausgeschieden | ausgeschieden | ausgeschieden | ausgeschieden | ausgeschieden | ausgeschieden    | ausgeschieden    | 33   |
| Männer                                  |            |               |               |                |          |               |               |                    |               |               |               |               |               |                  |                  |      |
| Amirxon Sodiqov                         | Einzel     | 674           | 13            | D. Jajarabilla | 6:2      | M. Nespoli    | 4:6           | ausgeschieden      | ausgeschieden | ausgeschieden | ausgeschieden | ausgeschieden | ausgeschieden | ausgeschieden    | ausgeschieden    | 17   |
| Mixed                                   |            |               |               |                |          |               |               |                    |               |               |               |               |               |                  |                  |      |
| Ziyodaxon Abdusattorova Amirxon Sodiqov | Mannschaft | 1323          | 14            | —              | —        | —             | —             | Vereinigte Staaten | 0:6           | ausgeschieden | ausgeschieden | ausgeschieden | ausgeschieden | ausgeschieden    | ausgeschieden    | 9    |

### Boxen
Bei den Asienspielen 2022 erreichten die ersten fünf usbekischen Boxer ihren Startplatz für die Olympischen Spiele in Paris. Beim ersten internationalen Qualifikationsturnier in Busto Arsizio konnten fünf weitere Plätze erreicht werden. Bei den Männern ging Usbekistan damit in allen sieben Gewichtsklassen an den Start. Zudem gelang Navbahor Hamidova die Qualifikation beim zweiten internationalen Qualifikationsturnier in Bangkok.
| Athleten                  | Wettbewerb         | 1. Runde         | 1. Runde | Achtelfinale      | Achtelfinale  | Viertelfinale | Viertelfinale | Halbfinale    | Halbfinale    | Finale           | Finale        | Rang |
| Athleten                  | Wettbewerb         | Gegner           | Ergebnis | Gegner            | Ergebnis      | Gegner        | Ergebnis      | Gegner        | Ergebnis      | Gegner           | Ergebnis      | Rang |
| ------------------------- | ------------------ | ---------------- | -------- | ----------------- | ------------- | ------------- | ------------- | ------------- | ------------- | ---------------- | ------------- | ---- |
| Frauen                    |                    |                  |          |                   |               |               |               |               |               |                  |               |      |
| Sabina Bobokulova         | Klasse bis 50 kg   | C. Raksat        | 0:5      | ausgeschieden     | ausgeschieden | ausgeschieden | ausgeschieden | ausgeschieden | ausgeschieden | ausgeschieden    | ausgeschieden | 9    |
| Nigina Uktamova           | Klasse bis 54 kg   | Y. Ayyad         | w.o.     | Pang C.-m.        | 0:5           | ausgeschieden | ausgeschieden | ausgeschieden | ausgeschieden | ausgeschieden    | ausgeschieden | 9    |
| Sitora Turdibekova        | Klasse bis 57 kg   | M. Sakobi Matshu | 3:2      | Lin Y.-t.         | 0:5           | ausgeschieden | ausgeschieden | ausgeschieden | ausgeschieden | ausgeschieden    | ausgeschieden | 9    |
| Navbahor Hamidova         | Klasse bis 66 kg   | Freilos          | Freilos  | M. McCane         | 3:2           | Chen N.-c.    | 0:5           | ausgeschieden | ausgeschieden | ausgeschieden    | ausgeschieden | 5    |
| Männer                    |                    |                  |          |                   |               |               |               |               |               |                  |               |      |
| Hasanboy Doʻsmatov        | Klasse bis 51 kg   | Freilos          | Freilos  | J. López de Jesus | 5:0           | S. Bibossynow | 3:2           | D. de Pina    | 5:0           | B. Bennama       | 5:0           | Gold |
| Abdumalik Xaloqov         | Klasse bis 57 kg   | Freilos          | Freilos  | N. Ibrahim        | 5:0           | J. Quiles     | 5:0           | C. Senior     | 5:0           | M. Sejitbek Uulu | 5:0           | Gold |
| Ruslan Abdullaev          | Klasse bis 63,5 kg | Freilos          | Freilos  | M. Á. Ramírez     | 5:0           | W. Sanford    | 1:4           | ausgeschieden | ausgeschieden | ausgeschieden    | ausgeschieden | 5    |
| Asadxoʻja Moʻydinxoʻjayev | Klasse bis 71 kg   | Freilos          | Freilos  | O. Elawady        | 4:1           | N. Terterjan  | 5:0           | O. Jones      | 3:2           | M. Verde         | 5:0           | Gold |
| To‘rabek Habibullayev     | Klasse bis 80 kg   | Freilos          | Freilos  | E. Marcial        | 5:0           | A. López      | 2:3           | ausgeschieden | ausgeschieden | ausgeschieden    | ausgeschieden | 5    |
| Lazizbek Mullajonov       | Klasse bis 92 kg   | —                | —        | A. Mouhiidine     | 4:1           | K. Machado    | 5:0           | D. Boltajew   | 4:1           | L. Alfonso       | 5:0           | Gold |
| Bahodir Jalolov           | Klasse ab 92 kg    | —                | —        | O. Shiha          | 5:0           | T. Junior     | 5:0           | N. Tiafack    | 5:0           | A. Ghadfa        | 5:0           | Gold |

### Fechten
Als eine der zwei besten Athletinnen der Qualifikationsrangliste aus Asien & Ozeanien, die noch nicht über den Mannschaftswettkampf qualifiziert war, erhielt Zaynab Dayibekova einen persönlichen Startplatz für das Säbelfechten der Frauen.
| Athleten          | Wettbewerb   | 1. Runde | 1. Runde | 2. Runde   | 2. Runde | Achtelfinale  | Achtelfinale  | Viertelfinale | Viertelfinale | Halbfinale / Klassifikation | Halbfinale / Klassifikation | Finale / Platzierung | Finale / Platzierung | Rang |
| Athleten          | Wettbewerb   | Gegner   | Ergebnis | Gegner     | Ergebnis | Gegner        | Ergebnis      | Gegner        | Ergebnis      | Gegner                      | Ergebnis                    | Gegner               | Ergebnis             | Rang |
| ----------------- | ------------ | -------- | -------- | ---------- | -------- | ------------- | ------------- | ------------- | ------------- | --------------------------- | --------------------------- | -------------------- | -------------------- | ---- |
| Frauen            |              |          |          |            |          |               |               |               |               |                             |                             |                      |                      |      |
| Zaynab Dayibekova | Säbel Einzel | Freilos  | Freilos  | Yoon J.-s. | 11:15    | ausgeschieden | ausgeschieden | ausgeschieden | ausgeschieden | ausgeschieden               | ausgeschieden               | ausgeschieden        | ausgeschieden        | 24   |

### Fußball
Durch den zweiten Platz bei der U-23-Fußball-Asienmeisterschaft 2024 qualifizierte sich Usbekistans Fußball erstmals für die Olympischen Spiele.
| Wettbewerb      | Männer (Spiele/Tore) |
| --------------- | --- |
| Athleten        | Zafarmurod Abdurahmatov (1/0) Husniddin Aliqulov (2/0) Abdurauf Boʻriyev (2/0) Abbosbek Fayzullayev (2/0) Muhammadqodir Hamroliyev (2/0) Jasurbek Jaloliddinov (2/0) Ruslanbek Jiyanov (2/0) Saidazamat Mirsaidov (0/0) Vladimir Nazarov (0/0) Abduvohid Neʼmatov (2/0) Husayin Norchayev (2/0) Asadbek Rahimjonov (1/0) Umarali Rahmonaliyev (1/0) Eldor Shomurodov (2/1) Oston Urunov (2/0) Diyor Xolmatov (2/0) Abduqodir Xusanov (2/0) Ibrohimxalil Yoʻldoshev (1/0) |
| Trainer         | Temur Kapadze |
| P-Akkreditierte | Hamidullo Abdunabiyev (0/0) Behruz Asqarov (0/0) Ibrohim Ibrohimov (2/0) Alisher Odilov (1/0) |
| Gruppenphase    | Spanien (1:2) Ägypten (0:1) Dominikanische Republik (1:1) |
| Viertelfinale   | ausgeschieden |
| Halbfinale      | ausgeschieden |
| Finale          | ausgeschieden |
| Rang            | 13 |

### Gewichtheben
Über die olympische Qualifikationsrangliste der IWF konnten sich drei usbekische Gewichtheber für Paris qualifizieren.
| Athleten           | Wettbewerb        | Reißen  | Reißen | Stoßen  | Stoßen | Zweikampf | Zweikampf | Rang   |
| Athleten           | Wettbewerb        | Gewicht | Rang   | Gewicht | Rang   | Gewicht   | Rang      | Rang   |
| ------------------ | ----------------- | ------- | ------ | ------- | ------ | --------- | --------- | ------ |
| Frauen             |                   |         |        |         |        |           |           |        |
| Rigina Adashbaeva  | Klasse bis 81 kg  | 105 kg  | 8      | 131 kg  | 8      | 236 kg    | 8         | 8      |
| Tursunoy Jabborova | Klasse über 81 kg | 118 kg  | 8      | 133 kg  | 12     | 251 kg    | 10        | 10     |
| Männer             |                   |         |        |         |        |           |           |        |
| Akbar Joʻrayev     | Klasse bis 102 kg | 185 kg  | 3      | 219 kg  | 2      | 404 kg    | 2         | Silber |

### Judo
Über die IJF-Weltrangliste konnten sich zwölf usbekische Judokas qualifizieren. Durch die Qualifikation in den entsprechenden Gewichtsklassen konnte auch ein Mixed-Team an den Start gehen.
| Athleten | Wettbewerb         | 1. Runde        | 1. Runde | 2. Runde      | 2. Runde      | Achtelfinale    | Achtelfinale  | Viertelfinale | Viertelfinale | Halbfinale / Trostrunde | Halbfinale / Trostrunde | Finale / Platz 3   | Finale / Platz 3 | Rang   |
| Athleten | Wettbewerb         | Gegner          | Ergebnis | Gegner        | Ergebnis      | Gegner          | Ergebnis      | Gegner        | Ergebnis      | Gegner                  | Ergebnis                | Gegner             | Ergebnis         | Rang   |
| --- | ------------------ | --------------- | -------- | ------------- | ------------- | --------------- | ------------- | ------------- | ------------- | ----------------------- | ----------------------- | ------------------ | ---------------- | ------ |
| Frauen |                    |                 |          |               |               |                 |               |               |               |                         |                         |                    |                  |        |
| Khalimajon Kurbonova | Klasse bis 48 kg   | L. Əliyeva      | 1s1:0s1  | —             | —             | T. Babulfath    | 0:10s1        | ausgeschieden | ausgeschieden | ausgeschieden           | ausgeschieden           | ausgeschieden      | ausgeschieden    | 9      |
| Diyora Keldiyorova | Klasse bis 52 kg   | Freilos         | Freilos  | —             | —             | U. Abe          | 10s2:1s1      | M. Ballhaus   | 10s2:0s3      | A. Buchard              | 1s2:0                   | D. Krasniqi        | 1s1:0            | Gold   |
| Shukurjon Aminova | Klasse bis 57 kg   | Z. A. Dabonne   | 10s1:0s3 | —             | —             | E. Liparteliani | 0s2:1s1       | ausgeschieden | ausgeschieden | ausgeschieden           | ausgeschieden           | ausgeschieden      | ausgeschieden    | 9      |
| Gulnoza Matniyazova | Klasse bis 70 kg   | Mun S.-h.       | 10:0     | —             | —             | S. Niizoe       | 0:10          | ausgeschieden | ausgeschieden | ausgeschieden           | ausgeschieden           | ausgeschieden      | ausgeschieden    | 9      |
| Irisxon Qurbonboyeva | Klasse bis 78 kg   | Freilos         | Freilos  | —             | —             | R. Takayama     | 0:10          | ausgeschieden | ausgeschieden | ausgeschieden           | ausgeschieden           | ausgeschieden      | ausgeschieden    | 9      |
| Männer |                    |                 |          |               |               |                 |               |               |               |                         |                         |                    |                  |        |
| Doston Ruziev | Klasse bis 60 kg   | D. Chalmatow    | 0s1:1s1  | —             | —             | ausgeschieden   | ausgeschieden | ausgeschieden | ausgeschieden | ausgeschieden           | ausgeschieden           | ausgeschieden      | ausgeschieden    | 17     |
| Sardor Nurillayev | Klasse bis 66 kg   | W. Lima         | 0s1:1s2  | —             | —             | ausgeschieden   | ausgeschieden | ausgeschieden | ausgeschieden | ausgeschieden           | ausgeschieden           | ausgeschieden      | ausgeschieden    | 17     |
| Murodjon Yuldoshev | Klasse bis 73 kg   | D. Schamschajew | 10s1:0s3 | —             | —             | A. Osmanov      | 0s3:10s2      | ausgeschieden | ausgeschieden | ausgeschieden           | ausgeschieden           | ausgeschieden      | ausgeschieden    | 9      |
| Sharofiddin Boltaboyev | Klasse bis 81 kg   | Freilos         | Freilos  | S. Sehen      | DSQ           | A. O.Djalo      | 10:0s1        | Lee J.-h.     | 0:10          | S. Mahmadbekow          | 0:10                    | ausgeschieden      | ausgeschieden    | 7      |
| Davlat Bobonov | Klasse bis 90 kg   | A. Grigorian    | 0:10     | ausgeschieden | ausgeschieden | ausgeschieden   | ausgeschieden | ausgeschieden | ausgeschieden | ausgeschieden           | ausgeschieden           | ausgeschieden      | ausgeschieden    | 17     |
| Muzaffarbek Turoboyev | Klasse bis 100 kg  | Freilos         | Freilos  | —             | —             | N. Scharchan    | 11:1          | M. Korrel     | 10:0          | Z. Kotsoiev             | 0:1                     | N. Sherazadishvili | 10:0             | Bronze |
| Alisher Yusupov | Klasse über 100 kg | Freilos         | Freilos  | —             | —             | M. Fízeľ        | 10:0          | T. Rahimow    | 1:11          | G. Tuschischwili        | DSQ                     | T. Saitō           | 11:0             | Bronze |
| Mixed |                    |                 |          |               |               |                 |               |               |               |                         |                         |                    |                  |        |
| Khalimajon Kurbonova Diyora Keldiyorova Shukurjon Aminova Gulnoza Matniyazova Irisxon Qurbonboyeva Doston Ruziev Sardor Nurillayev Murodjon Yuldoshev Sharofiddin Boltaboyev Davlat Bobonov Muzaffarbek Turoboyev Alisher Yusupov | Mixed Team         | Freilos         | Freilos  | —             | —             | Kanada          | 4:0           | Italien       | 2:4           | Südkorea                | 2:4                     | ausgeschieden      | ausgeschieden    | 7      |

### Kanu

#### Kanurennsport
| Athleten             | Wettbewerb | Vorlauf     | Vorlauf | Viertelfinale | Viertelfinale | Halbfinale    | Halbfinale    | A/B-Finale    | A/B-Finale    | Rang |
| Athleten             | Wettbewerb | Zeit        | Rang    | Zeit          | Rang          | Zeit          | Rang          | Zeit          | Rang          | Rang |
| -------------------- | ---------- | ----------- | ------- | ------------- | ------------- | ------------- | ------------- | ------------- | ------------- | ---- |
| Frauen               |            |             |         |               |               |               |               |               |               |      |
| Nilufar Zokirova     | C1 200 m   | 48,98 s     | 3       | 48,47 s       | 3             | ausgeschieden | ausgeschieden | ausgeschieden | ausgeschieden | 19   |
| Ekaterina Shubina    | K1 500 m   | 1:58,37 min | 6       | 1:54,63 min   | 6             | ausgeschieden | ausgeschieden | ausgeschieden | ausgeschieden | 34   |
| Männer               |            |             |         |               |               |               |               |               |               |      |
| Shakhriyor Makhkamov | K1 1000 m  | 3:40,25 min | 3       | 3:35,43 min   | 3             | ausgeschieden | ausgeschieden | ausgeschieden | ausgeschieden | 19   |

### Leichtathletik
Laufen und Gehen
| Athleten          | Wettbewerb | Vorlauf | Vorlauf | Halbfinale | Halbfinale | Finale | Finale | Rang |
| Athleten          | Wettbewerb | Zeit    | Rang    | Zeit       | Rang       | Zeit   | Rang   | Rang |
| ----------------- | ---------- | ------- | ------- | ---------- | ---------- | ------ | ------ | ---- |
| Männer            |            |         |         |            |            |        |        |      |
| Shohrux Davlyatov | Marathon   | —       | —       | —          | —          | DNF    | DNF    | DNF  |

Springen und Werfen
| Athleten            | Wettbewerb | Qualifikation | Qualifikation | Finale        | Finale        | Rang |
| Athleten            | Wettbewerb | Weite/Höhe    | Rang          | Weite/Höhe    | Rang          | Rang |
| ------------------- | ---------- | ------------- | ------------- | ------------- | ------------- | ---- |
| Frauen              |            |               |               |               |               |      |
| Safina Sa'dullayeva | Hochsprung | 1,95 m        | 5             | 1,95 m        | 7             | 7    |
| Sharifa Davronova   | Dreisprung | 13,74 m       | 23            | ausgeschieden | ausgeschieden | 23   |
| Männer              |            |               |               |               |               |      |
| Anvar Anvarov       | Weitsprung | 7,77 m        | 20            | ausgeschieden | ausgeschieden | 20   |

### Moderner Fünfkampf
Durch ihren 7. Platz bei den Asienspielen 2022 qualifizierte sich Alise Faxrutdinova für ihre zweiten Olympischen Spiele.
| Athleten           | Fechten | Fechten | Schwimmen   | Schwimmen | Reiten  | Reiten | Combined     | Combined | Punkte | Rang |
| Athleten           | Bilanz  | Punkte  | Zeit        | Punkte    | Zeit    | Punkte | Zeit         | Punkte   | Punkte | Rang |
| ------------------ | ------- | ------- | ----------- | --------- | ------- | ------ | ------------ | -------- | ------ | ---- |
| Frauen             |         |         |             |           |         |        |              |          |        |      |
| Alise Faxrutdinova | 19+2    | 222     | 2:21,30 min | 268       | 58,48 s | 293    | 12:58,08 min | 522      | 1305   | 29   |

### Radsport
Über die UCI-Straßen-Weltrangliste nach Nationen erhielt Usbekistan einen Quotenplatz für das Straßenrennen der Männer und zwei Quotenplätze für das Straßenrennen der Frauen. Bei den Frauen erlaubte der Ranglistenplatz auch den Start einer Athletin im Einzelzeitfahren.

#### Straße
| Athleten          | Wettbewerb       | Zeit         | Rang |
| ----------------- | ---------------- | ------------ | ---- |
| Frauen            |                  |              |      |
| Yanina Kuskova    | Straßenrennen    | 4:07:16 h    | 51   |
| Olga Sabelinskaja | Straßenrennen    | 4:10:47 h    | 70   |
| Olga Sabelinskaja | Einzelzeitfahren | 43:53,51 min | 23   |
| Männer            |                  |              |      |
| Nikita Tsvetkov   | Straßenrennen    | DNF          | —    |

### Ringen
Bei den Weltmeisterschaften 2023 in Belgrad konnten die ersten drei Startplätze für Paris erreicht werden. Beim asiatischen Qualifikationsturnier in Bischkek kamen vier weitere Startplätze hinzu.

#### Freier Stil
Legende: G = Gewonnen, V = Verloren, S = Schultersieg
| Athleten             | Wettbewerb       | 1. Runde          | 1. Runde | Achtelfinale   | Achtelfinale | Viertelfinale  | Viertelfinale | Halbfinale    | Halbfinale    | Hoffnungsrunde Halbfinale | Hoffnungsrunde Halbfinale | Hoffnungsrunde Finale | Hoffnungsrunde Finale | Finale        | Finale        | Rang   |
| Athleten             | Wettbewerb       | Gegner            | Ergebnis | Gegner         | Ergebnis     | Gegner         | Ergebnis      | Gegner        | Ergebnis      | Gegner                    | Ergebnis                  | Gegner                | Ergebnis              | Gegner        | Ergebnis      | Rang   |
| -------------------- | ---------------- | ----------------- | -------- | -------------- | ------------ | -------------- | ------------- | ------------- | ------------- | ------------------------- | ------------------------- | --------------------- | --------------------- | ------------- | ------------- | ------ |
| Frauen               |                  |                   |          |                |              |                |               |               |               |                           |                           |                       |                       |               |               |        |
| Aktenge Keunimjayeva | Klasse bis 50 kg | —                 | —        | O. Liwatsch    | V 0:10       | ausgeschieden  | ausgeschieden | ausgeschieden | ausgeschieden | ausgeschieden             | ausgeschieden             | ausgeschieden         | ausgeschieden         | ausgeschieden | ausgeschieden | 13     |
| Männer               |                  |                   |          |                |              |                |               |               |               |                           |                           |                       |                       |               |               |        |
| Gʻulomjon Abdullayev | Klasse bis 57 kg | —                 | —        | A. Rzazade     | G 11:4       | A. Harutjunjan | G 12:5        | S. Lee        | V 4:14        | ausgeschieden             | ausgeschieden             | B. Almas Uulu         | G 5:1                 | ausgeschieden | ausgeschieden | Bronze |
| Razambek Jamalov     | Klasse bis 74 kg | M. Kadsimahamedau | G 8:0    | T. Salkasanow  | G 11:3       | C. Valiev      | G 6:5         | W. Rassadin   | G 8:2         | ausgeschieden             | ausgeschieden             | ausgeschieden         | ausgeschieden         | D. Takatani   | S 5:0         | Gold   |
| Javrail Shapiev      | Klasse bis 86 kg | —                 | —        | W. Gamqrelidse | G 5:1        | M. Ramasanow   | S 1:4         | ausgeschieden | ausgeschieden | A. Moore                  | G 6:1                     | A. Brooks             | V 0:5                 | ausgeschieden | ausgeschieden | 5      |

#### Griechisch-römischer Stil
Legende: G = Gewonnen, V = Verloren, S = Schultersieg
| Athleten           | Wettbewerb       | Achtelfinale   | Achtelfinale | Viertelfinale | Viertelfinale | Halbfinale    | Halbfinale    | Hoffnungsrunde Halbfinale | Hoffnungsrunde Halbfinale | Hoffnungsrunde Finale | Hoffnungsrunde Finale | Finale        | Finale        | Rang |
| Athleten           | Wettbewerb       | Gegner         | Ergebnis     | Gegner        | Ergebnis      | Gegner        | Ergebnis      | Gegner                    | Ergebnis                  | Gegner                | Ergebnis              | Gegner        | Ergebnis      | Rang |
| ------------------ | ---------------- | -------------- | ------------ | ------------- | ------------- | ------------- | ------------- | ------------------------- | ------------------------- | --------------------- | --------------------- | ------------- | ------------- | ---- |
| Männer             |                  |                |              |               |               |               |               |                           |                           |                       |                       |               |               |      |
| Islomjon Bakhromov | Klasse bis 60 kg | J. Valizadeh   | V 0:9        | Ri S.-u.      | G 9:0         | ausgeschieden | ausgeschieden | ausgeschieden             | ausgeschieden             | ausgeschieden         | ausgeschieden         | ausgeschieden | ausgeschieden | 7    |
| Aram Wardanjan     | Klasse bis 77 kg | M. Abdelrahman | G 9:0        | N. Kusaka     | V 2:12        | ausgeschieden | ausgeschieden | A. Ouakali                | G 11:0                    | M. Amojan             | V 5:6                 | ausgeschieden | ausgeschieden | 5    |
| Rustam Assakalov   | Klasse bis 97 kg | K. Mejía       | G 5:3        | A. Aleksanjan | V 5:9         | ausgeschieden | ausgeschieden | Kim S.-j.                 | G 8:2                     | G. Rosillo            | V 0:2                 | ausgeschieden | ausgeschieden | 5    |

### Rudern
Über die asiatischen Qualifikationsregatta erhielt Usbekistan Quotenplätze in zwei Bootsklassen.
| Athleten                               | Wettbewerb                  | Vorlauf     | Vorlauf | Vorlauf       | Hoffnungslauf / Viertelfinale | Hoffnungslauf / Viertelfinale | Hoffnungslauf / Viertelfinale | Halbfinale    | Halbfinale    | Halbfinale    | Finale      | Finale | Rang |
| Athleten                               | Wettbewerb                  | Zeit        | Rang    | Qualifikation | Zeit                          | Rang                          | Qualifikation                 | Zeit          | Rang          | Qualifikation | Zeit        | Rang   | Rang |
| -------------------------------------- | --------------------------- | ----------- | ------- | ------------- | ----------------------------- | ----------------------------- | ----------------------------- | ------------- | ------------- | ------------- | ----------- | ------ | ---- |
| Frauen                                 |                             |             |         |               |                               |                               |                               |               |               |               |             |        |      |
| Hanna Prakatsen                        | Einer                       | 7:37,80 min | 2       | Viertelfinale | 7:35,91 min                   | 2                             | Halbfinale A/B                | 7:29,28 min   | 4             | B-Finale      | 7:33,57 min | 5      | 11   |
| Männer                                 |                             |             |         |               |                               |                               |                               |               |               |               |             |        |      |
| Shakhzod Nurmatov Sobirjon Safaroliyev | Leichtgewichts-Doppelzweier | 6:56,57 min | 5       | Hoffnungslauf | 6:50,61 min                   | 4                             | C-Finale                      | ausgeschieden | ausgeschieden | ausgeschieden | 6:31,33 min | 3      | 15   |

### Schwimmen
| Athleten              | Wettbewerb     | Vorlauf     | Vorlauf | Halbfinale | Halbfinale | Finale        | Finale        | Rang |
| Athleten              | Wettbewerb     | Zeit        | Rang    | Zeit       | Rang       | Zeit          | Rang          | Rang |
| --------------------- | -------------- | ----------- | ------- | ---------- | ---------- | ------------- | ------------- | ---- |
| Frauen                |                |             |         |            |            |               |               |      |
| Anastasiya Zelinskaya | 400 m Freistil | 4:31,71 min | 19      | —          | —          | ausgeschieden | ausgeschieden | 19   |
| Männer                |                |             |         |            |            |               |               |      |
| Ilia Sibirtsev        | 400 m Freistil | 3:51,52 min | 26      | —          | —          | ausgeschieden | ausgeschieden | 26   |
| Ilia Sibirtsev        | 800 m Freistil | 7:56,67 min | 22      | —          | —          | ausgeschieden | ausgeschieden | 22   |

### Taekwondo
Die ersten drei Startplätze im Taekwondo sicherten sich Svetlana Osipova, Ulugʻbek Rashitov und Nikita Rafalovich über die WT Olympische Rangliste. Zwei weitere Athleten qualifizierten sich beim asiatischen Qualifikationsturnier für Paris.
| Athleten          | Wettbewerb        | Achtelfinale   | Achtelfinale | Viertelfinale | Viertelfinale | Hoffnungsrunde Halbfinale | Hoffnungsrunde Halbfinale | Halbfinale    | Halbfinale    | Hoffnungsrunde Finale | Hoffnungsrunde Finale | Finale        | Finale        | Rang   |
| Athleten          | Wettbewerb        | Gegner         | Ergebnis     | Gegner        | Ergebnis      | Gegner                    | Ergebnis                  | Gegner        | Ergebnis      | Gegner                | Ergebnis              | Gegner        | Ergebnis      | Rang   |
| ----------------- | ----------------- | -------------- | ------------ | ------------- | ------------- | ------------------------- | ------------------------- | ------------- | ------------- | --------------------- | --------------------- | ------------- | ------------- | ------ |
| Frauen            |                   |                |              |               |               |                           |                           |               |               |                       |                       |               |               |        |
| Ozoda Sobirjonova | Klasse bis 67 kg  | A. Perišić     | 1:2          | ausgeschieden | ausgeschieden | S. Tongchan               | 2:1                       | ausgeschieden | ausgeschieden | S. Chaâri             | 1:2                   | ausgeschieden | ausgeschieden | 5      |
| Svetlana Osipova  | Klasse über 67 kg | A. Bathily     | 2:1          | R. McGowan    | 2:0           | ―                         | ―                         | Lee D.-b.     | 2:1           | ―                     | ―                     | A. Laurin     | 0:2           | Silber |
| Männer            |                   |                |              |               |               |                           |                           |               |               |                       |                       |               |               |        |
| Ulugʻbek Rashitov | Klasse bis 68 kg  | Lo W. F.       | 2:0          | Liang Y.      | 2:0           | ―                         | ―                         | J. Pérez      | 2:0           | ―                     | ―                     | Z. Kareem     | 2:0           | Gold   |
| Jasurbek Jaysunov | Klasse bis 80 kg  | M. Barkhordari | 1:2          | ausgeschieden | ausgeschieden | S. Alessio                | 0:2                       | ausgeschieden | ausgeschieden | ausgeschieden         | ausgeschieden         | ausgeschieden | ausgeschieden | 7      |
| Nikita Rafalovich | Klasse über 80 kg | A. Salimi      | 0:2          | ausgeschieden | ausgeschieden | C. Sansores               | 1:2                       | ausgeschieden | ausgeschieden | ausgeschieden         | ausgeschieden         | ausgeschieden | ausgeschieden | 7      |

### Turnen
Über die Weltcupwertung am Boden erhielt Rasuljon Abdurahimov einen Quotenplatz für das Gerätturnen der Männer. Zudem profitierte Khabibullo Ergashev von der Neuverteilung ungenutzter Quotenplätze. Bei den Asienmeisterschaften 2024 gelang auch Abdulla Azimov die Qualifikation. Bei den Weltmeisterschaften 2023 erreichte Usbekistan einen Quotenplatz für das Mehrkampf Einzel der Frauen in der Rhythmischen Sportgymnastik. Die Gruppe qualifizierte sich über die Asienmeisterschaften 2024.

#### Gerätturnen
| Athleten             | Wettbewerb       | Qualifikation | Qualifikation | Finale        | Finale        | Rang |
| Athleten             | Wettbewerb       | Punkte        | Rang          | Punkte        | Rang          | Rang |
| -------------------- | ---------------- | ------------- | ------------- | ------------- | ------------- | ---- |
| Männer               |                  |               |               |               |               |      |
| Rasuljon Abdurahimov | Barren           | 14,466        | 22            | ausgeschieden | ausgeschieden | 22   |
| Khabibullo Ergashev  | Barren           | 13,733        | 50            | ausgeschieden | ausgeschieden | 50   |
| Khabibullo Ergashev  | Boden            | 13,100        | 55            | ausgeschieden | ausgeschieden | 55   |
| Khabibullo Ergashev  | Pauschenpferd    | 13,833        | 24            | ausgeschieden | ausgeschieden | 24   |
| Khabibullo Ergashev  | Reck             | 12,466        | 53            | ausgeschieden | ausgeschieden | 53   |
| Khabibullo Ergashev  | Ringe            | 12,466        | 60            | ausgeschieden | ausgeschieden | 60   |
| Khabibullo Ergashev  | Mehrkampf Einzel | 78,498        | 41            | ausgeschieden | ausgeschieden | 41   |
| Abdulla Azimov       | Barren           | 13,766        | 48            | ausgeschieden | ausgeschieden | 48   |
| Abdulla Azimov       | Boden            | 12,966        | 58            | ausgeschieden | ausgeschieden | 58   |
| Abdulla Azimov       | Pauschenpferd    | 14,400        | 13            | ausgeschieden | ausgeschieden | 13   |
| Abdulla Azimov       | Reck             | 12,800        | 45            | ausgeschieden | ausgeschieden | 45   |
| Abdulla Azimov       | Ringe            | 12,166        | 62            | ausgeschieden | ausgeschieden | 62   |
| Abdulla Azimov       | Mehrkampf Einzel | 79,964        | 28            | ausgeschieden | ausgeschieden | 28   |

#### Rhythmische Sportgymnastik
| Athletinnen                                                                                       | Wettbewerb           | Qualifikation | Qualifikation | Finale        | Finale        | Rang |
| Athletinnen                                                                                       | Wettbewerb           | Punkte        | Rang          | Punkte        | Rang          | Rang |
| ------------------------------------------------------------------------------------------------- | -------------------- | ------------- | ------------- | ------------- | ------------- | ---- |
| Frauen                                                                                            |                      |               |               |               |               |      |
| Takhmina Ikromova                                                                                 | Mehrkampf Einzel     | 126,400       | 14            | ausgeschieden | ausgeschieden | 14   |
| Evelina Atalyants Shakhzoda Ibragimova Mumtozabonu Iskhokzoda Amaliya Mamedova Irodakhon Sadikova | Mehrkampf Mannschaft | 64,000        | 7             | 64,500        | 8             | 8    |

### Wasserspringen
Über die Weltmeisterschaften 2024 qualifizierte sich ein usbekischer Wasserspringer für das Turmspringen in Paris. Es war Usbekistans Debüt in dieser Sportart bei Olympischen Spielen.
| Athleten    | Wettbewerb        | Vorkampf | Vorkampf | Halbfinale    | Halbfinale    | Finale        | Finale        | Rang |
| Athleten    | Wettbewerb        | Punkte   | Rang     | Punkte        | Rang          | Punkte        | Rang          | Rang |
| ----------- | ----------------- | -------- | -------- | ------------- | ------------- | ------------- | ------------- | ---- |
| Männer      |                   |          |          |               |               |               |               |      |
| Igor Myalin | Turmspringen 10 m | 357,10   | 21       | ausgeschieden | ausgeschieden | ausgeschieden | ausgeschieden | 21   |